# Pimenta (Minas Gerais)
Pour les articles homonymes, voir Pimenta (homonymie).
Pimenta est une municipalité brésilienne de l'État du Minas Gerais. Sa population est estimée en 2004 à 8 384 habitants.
Sa superficie est de 415,070 km².

## Maires
| Période | Période | Identité           | Étiquette | Qualité |
| ------- | ------- | ------------------ | --------- | ------- |
| 2009    | 2012    | Fábio Couto Araujo | PSDB      |         |